# Xavier Bronikowski
Pour les articles homonymes, voir Bronikowski.
Ksawery Bronikowski, né en 1796 à Mogilno et mort le 28 mars 1852 à Paris est un journaliste polonais.

## Biographie
Il est l'un des fondateurs de l'Association des polonais libres (Związek Wolnych Polaków) et co-rédacteur en chef d'un journal aux vues libérales, Dekada Polska. Les pouvoirs russes envoient Bronikowski en prison dans les années 1823-1824, puis le placent sous surveillance de la police.
Recouvrant la liberté, il est journaliste aux magazines Gazeta Polska et Kurier Polski. Il est proche de Maurycy Mochnacki qui l’entraîne dans la conspiration de Piotr Wysocki. Après l'échec de insurrection de Novembre de 1830, il est contraint à l'exil avec d'autres patriotes polonais. Il arrive à Paris avec Joachim Lelewel, à l'hôtel Lambert.
En 1833, il lance clandestinement la revue Feniks (Le Phénix) avec Andrzej Plichta et Stanisław Kunatt, mais le journal cesse rapidement de paraître. À partir de 1839, il publie le magazine La Revue slave. Il est aussi directeur de l'École polonaise de Paris.